# Ciuhuieve, Mejova
Ciuhuieve (în ucraineană Чугуєве) este un sat în comuna Novopavlivka din raionul Mejova, regiunea Dnipropetrovsk, Ucraina.

## Demografie
Componența lingvistică a localității Ciuhuieve
     Ucraineană (97,64%)
     Rusă (2,36%)
Conform recensământului din 2001, majoritatea populației localității Ciuhuieve era vorbitoare de ucraineană (97,64%), existând în minoritate și vorbitori de rusă (2,36%).